# فلسطين في الألعاب البارالمبية الصيفية 2008
نافست فلسطين في دورة الألعاب البارالمبية الصيفية 2008 المنعقدة في بكين، الصين من 29 أغسطس - 9 سبتمبر 2008. حيث أرسلت اللجنة البارالمبية الفلسطينية لاعبين، ولم تفز بأي ميدالية.

## الرياضات

### ألعاب القوى

#### رجال
| اللاعب     | صورة              | الصف   | المنافسة          | الدور الأول | الدور الأول | الدور النهائي | الدور النهائي |
| اللاعب     | صورة              | الصف   | المنافسة          | الزمن       | المركز      | الزمن         | المركز        |
| ---------- | ----------------- | ------ | ----------------- | ----------- | ----------- | ------------- | ------------- |
| حسام عزام  |                   | F53-54 | دفع الثقل         | 7.89        | 13          | لم يتأهل      | لم يتأهل      |
| محمد فنونة |                   | T13    | سباق رجال 100 متر | 11.74       | 12          | لم يتأهل      | لم يتأهل      |
| محمد فنونة | سباق رجال 200 متر | T13    | 23.48             | 12          | لم يتأهل    | لم يتأهل      |               |